# Haley Anderson
Pour les articles homonymes, voir Anderson.
Haley Danita Anderson est une nageuse américaine née le 20 novembre 1991 à Santa Clara. Elle est spécialiste de la nage libre et de la nage en eau libre.
Le jeudi 9 août 2012, elle devient vice-championne olympique du marathon 10 km en eau libre aux Jeux de Londres. Sa sœur Alyssa Anderson est sacrée championne olympique du 4x200m nage libre lors des mêmes Jeux.
Elle remporte le titre mondial aux Championnats du monde de natation 2013 à Barcelone en 5 km en eau libre. Elle conserve son titre en 2015.

## Palmarès

### Jeux olympiques
- Jeux olympiques d'été de 2012 à Londres
  -  Médaille d'argent de l'épreuve de 10 km en eau libre

### Championnats du monde de natation
- Championnats du monde de natation 2013 à Barcelone
  -  Médaille d'or de l'épreuve de 5 km en eau libre
- Championnats du monde de natation 2015 à Kazan
  -  Médaille d'or de l'épreuve de 5 km en eau libre

### Championnats pan-pacifiques
- Championnats pan-pacifiques 2014 à Gold Coast
  -  Médaille d'or de l'épreuve de 10 km en eau libre